# Derek Richardson
Pour les articles homonymes, voir Richardson.
Derek Richardson (né le 18 janvier 1976 à Glens Falls dans l'État de New York aux États-Unis - ) est un acteur américain.

## Biographie
Derek Richardson commence sa carrière au théâtre et joue des rôles pour des séries télévisées. En 2003, il incarne le rôle tenu initialement par Jeff Daniels dans Dumb and Dumberer : Quand Harry rencontra Lloyd ; en 2006, il incarne Josh dans le film d'horreur d'Eli Roth Hostel.

## Filmographie

### Cinéma
- 2004 : American Girls 2 (Bring It On Again) de Damon Santostefano :
- 2005 : Hostel d'Eli Roth :
- 2005 : Reeker de Dave Payne :
- 2013 : The Power of Few : Shane
- 2020 : Home (film, 2020) de Franka Potente : Wade Lewis

### Télévision
- 2003 : Dumb and Dumberer : Quand Harry rencontra Lloyd
- 2006 : Men in Trees : Leçons de séduction (Men in Trees) (série télévisée)
- 2009 : Dr House saison 6 épisodes 1-2 : Freedom Master
- 2012 : Anger Management